# Rue Saint-Laurent (Liège)
Pour les articles homonymes, voir Rue Saint-Laurent.
La rue Saint-Laurent est une rue de Liège qui menait du centre de Liège à l'abbaye Saint-Laurent.

## Toponymie
La rue porte le nom de l'abbaye Saint-Laurent de Liège.

## Patrimoine
La rue compte 12 biens inscrits à l'Inventaire du patrimoine culturel immobilier de la Wallonie :
- no 9 : habitation
- no 20 : habitation
- no 30 : habitation
- no 46 : habitation
- no 56 : couvent Sainte-Agathe et chapelle Sainte-Agathe
- no 60-62 (pairs) : habitation
- no 66 : habitation
- no 79 : abbaye Saint-Laurent
- no 79 (contre) : fontaine
- no 109 : habitation
- no 111 : habitation
- no 268-270 (pairs) : habitation

Parmi ceux-ci, quelques biens sont classés au patrimoine immobilier de la Région wallonne :
- La chapelle de l'hôpital Sainte-Agathe
- Le couvent de l'hôpital Sainte-Agathe
- Les immeubles situés aux nos 9-66-111